# La Acabadora
La Acabadora, en lengua sarda la Accabadora o S'Aggabadora, fue un personaje femenino que, según la antigua tradición sarda, se encargaba de proporcionar una muerte rápida a los enfermos incurables y moribundos, para ahorrarles sufrimientos innecesarios.

## Historia
En Cerdeña, el origen de esta figura, se remontaría a las antiguas culturas prerromanas. En Europa, puesto que la tradición judeocristiana siempre se ha opuesto de forma acérrima a cualquier intento de eutanasia, esto ha dificultado tener acceso a registros fiables de esta actividad, aunque en el mundo rural de Cerdeña, este personaje se ha mantenido en el imaginario popular durante generaciones.
La Acabadora es descrita como una mujer vestida de negro, con el rostro cubierto que, requerida por los familiares del enfermo, llegaba de noche y, una vez retirados todos los símbolos religiosos, provista de un pequeño yugo, un mazzolu (una maza de madera de olivo) o simplemente con la misma ropa de la cama, terminaba de forma rápida con el sufrimiento del moribundo. Algunos relatos aseguraban que la Acabadora también ejercía de matrona y por tanto, jugaba un papel esencial en el ciclo de la vida.

### Península ibérica
En el sudeste de la Península Ibérica hay un equivalente a las terminadoras sardas; es la figura de algunos saludaores (también sanadores o curanderos), que se encargaban de adelantar la muerte a los niños que contraían la rabia por la mordedura de un perro rabioso en una época en la que no había ningún remedio para detener el desarrollo de esa enfermedad y se sabía que a la criatura le esperaba una terrible agonía. El saludo practicaba una eutanasia por piedad; hacía salir a todo el mundo de la habitación donde estaba el niño que se encontraba ya en un estado avanzado de la enfermedad y después de unos minutos salía él y les informaba que la criatura ya «descansaba». Hay fuentes que indican que hasta finales del siglo xix o principios del siglo xx, se mantuvo esta práctica y no sólo con criaturas afectadas por la rabia, sino también con los enfermos adultos que se encontraban en la fase terminal de la fiebre amarilla, el cólera o la viruela, y en bebés nacidos con malformaciones.

### América Latina
En México, donde existe una importante cultura de la muerte, se encuentra un equivalente a la acabadora en el saludor en la cultura prehispánica. En su novela Del amor y otros demonios, Gabriel García Márquez también hace referencia a la eutanasia infantil que se practicaba en América Latina entre las clases más pobres a los niños afectados de rabia —los arrabiados, los llama García Márquez.

## Legado
Varios escritores y estudiosos han integrado este personaje legendario en sus obras, siendo especialmente remarcable la novela La Accabadora de Michela Murgiay la película con el mismo título de Enrico Pau inspirada en el libro.
En el pueblo de Luras,en la sede el Museo etnográfico de la Gal·lura, se puede ver la recreación de una estancia, con la maza y los utensilios de la Acabadora.